# میدودرین
میدودرین (انگلیسی: Midodrine) میدودرین یک عامل وازوپرسور/منقبض‌کننده عروق است (فشار خون را افزایش می‌دهد). میدودرین در ایالات متحده توسط سازمان غذا و داروی (FDA) در سال ۱۹۹۶ برای درمان دیس اتونومی و افت فشار خون ارتواستاتیک تأیید شد. در اوت ۲۰۱۰، FDA پیشنهاد لغو این تاییدیه را داد زیرا سازنده، Shire plc، پس از رسیدن دارو به بازار، نتوانست مطالعات لازم را تکمیل کند. در سپتامبر ۲۰۱۰، FDA تصمیم خود را مبنی بر حذف میدودرین از بازار تغییر داد و اجازه داد تا در دسترس بیماران باقی بماند، در حالی که Shire plc اطلاعات بیشتری در مورد اثربخشی و ایمنی دارو جمع‌آوری کرد. شایر در ۲۲ سپتامبر ۲۰۱۱ اعلام کرد که به‌طور کامل از عرضه میدودرین منصرف شده و آن را به چندین ژنریک برای تهیه دارو واگذار می‌کند.

## کاربرد پزشکی
میدودرین برای درمان افت فشار خون ارتواستاتیک علامت‌دار به کار می‌رود. این دارو می‌تواند سرگیجه و غش را تا حدود یک سوم کاهش دهد، اما می‌تواند با برآمدگی‌های پوستی، خارش پوست، ناراحتی‌های گوارشی، لرز، افزایش فشار خون در حالت دراز کشیدن و احتباس ادرار محدود شود. یک متاآنالیز کارآزمایی‌های بالینی میدودرین یا دروکسیدوپا در بیماران مبتلا به فشار خون پایین هنگام ایستادن نشان داد که میدودرین فشار خون ایستاده را بیشتر از دروکسیدوپا افزایش می‌دهد، اما میدودرین، اما نه دروکسیدوپا، خطر فشار خون بالا را هنگام دراز کشیدن افزایش می‌دهد. مطالعات کوچک همچنین نشان داده‌است که میدودرین می‌تواند برای جلوگیری از افت بیش از حد فشار خون در افرادی که نیاز به دیالیز دارند استفاده شود.
میدودرین در عوارض سیروز استفاده شده‌است. همچنین با اکترئتید برای سندرم کبدی استفاده می‌شود. مکانیسم پیشنهادی انقباض عروق اسپلانکنیک و اتساع عروق کلیوی است. پژوهش‌ها به اندازه کافی خوب انجام نشده‌است تا مکان مشخصی برای میدودرین نشان دهد.

## موارد منع مصرف
میدودرین در بیماران مبتلا به بیماری قلبی ارگانیک شدید، بیماری حاد کلیه، احتباس ادرار، فئوکروموسیتوما یا تیروتوکسیکوز ممنوع است. میدودرین نباید در بیماران مبتلا به فشار خون مداوم و بیش از حد به پشت خوابیده استفاده شود.

## عوارض جانبی
سردرد، احساس فشار/پری در سر، گشاد شدن عروق/گرگرفتگی صورت، سوزن سوزن شدن پوست سر، گیجی/اختلال در تفکر، خشکی دهان، عصبی بودن/اضطراب و بثورات پوستی.

## فارماکولوژی

### مکانیسم عمل
میدودرین پیش‌دارویی است که یک متابولیت فعال به نام دگلیمیدودرین را تشکیل می‌دهد که یک آگونیست گیرنده α۱ است و اثرات خود را از طریق فعال‌سازی گیرنده‌های آلفا-آدرنرژیک عروق شریانی و وریدی انجام می‌دهد و باعث افزایش فشار خون و افزایش رگ‌ها می‌شود. دسگلیمیدودرین گیرنده‌های بتا آدرنرژیک قلبی را تحریک نمی‌کند. دسگلیمیدودرین به میزان ضعیفی در سد خونی-مغزی منتشر می‌شود و بنابراین با تأثیرات روی سیستم عصبی مرکزی مرتبط نیست.

دسگلیمیدودرین - متابولیت اصلی میدودرین

### فارماکوکینتیک
پس از مصرف خوراکی، میدودرین به‌سرعت جذب می‌شود. سطح پلاسمایی پیش‌دارو پس از حدود نیم‌ساعت به اوج خود می‌رسد و با نیمه عمر تقریباً ۲۵ دقیقه کاهش می‌یابد، در حالی که متابولیت در حدود ۱ تا ۲ ساعت پس از مصرف میدودرین به حداکثر غلظت خون می‌رسد و نیمه عمر حدوداً دارد. ۳ تا ۴ساعت. فراهمی زیستی مطلق میدودرین (که به عنوان دسگلیمیدودرین اندازه‌گیری می‌شود) ۹۳ درصد است.